# Telavar
Telavar är en ort i Azerbajdzjan.   Den ligger i distriktet Jardymly, i den södra delen av landet, 200 km sydväst om huvudstaden Baku. Telavar ligger 835 meter över havet och antalet invånare är 1 221.
Terrängen runt Telavar är kuperad. Närmaste större samhälle är Yardımlı, 14,1 km sydväst om Telavar. 
Omgivningarna runt Telavar är en mosaik av jordbruksmark och naturlig växtlighet. Runt Telavar är det ganska tätbefolkat, med 67 invånare per kvadratkilometer.